# Karolina Olsson
Karolina Olsson (29 de octubre de 1861-5 de abril de 1950), también conocida como Soverskan på Oknö («La durmiente de Oknö»), fue una mujer sueca que supuestamente permaneció en hibernación entre 1876 y 1908 (32 años).
Se cree que es el tiempo más largo que alguien ha vivido de esta manera y que luego se despertó sin ningún síntoma residual.

## Biografía
Olsson nació en Oknö, cerca de Mönsterås, la segunda de cinco hijos. Sufrió una herida en la cabeza cuando estaba al aire libre a la edad de catorce años el 18 de febrero de 1876, pero pareció recuperarse de ella rápidamente. El 22 de febrero se quejó de un dolor de muelas. Su familia creía que le dolía la muela por brujería, y le ordenaron que se fuera a la cama. Sin embargo, cuando se durmió, ya no se despertó.
Su padre era pescador y no podía permitirse un médico, y la familia confiaba en el consejo de sus amigos y de la comadrona del pueblo. La madre de Olsson la alimentó a la fuerza con leche y agua azucarada. Finalmente, los vecinos pagaron la visita de un médico, que no pudo despertar a la niña dormida y determinó que estaba en coma. Este médico continuó visitándola durante un año, después de lo cual escribió al editor de la principal revista médica de Escandinavia, solicitando la ayuda de otros profesionales para encontrar una cura para el estado de sueño continuo de Olsson. La joven fue visitada por médicos que notaron que su cabello, uñas de las manos y de los pies no parecían crecer. La familia informó que Olsson se sentaba ocasionalmente y «murmuraba las oraciones que había aprendido de memoria en la infancia».
Un médico que visitó a Olsson fue Johan Emil Almbladh, quien pensó que su estado de sueño era el resultado de la histeria. En julio de 1892, Olsson fue hospitalizada en Oskarshamn, donde fue tratada con terapia electroconvulsiva. El 2 de agosto de 1892, fue dada de alta del hospital sin haber despertado ni mejorado su situación. El hospital dijo que el diagnóstico apropiado era «demencia paralítica». Sin embargo, hay poco que sugiera que ella realmente sufría de esa enfermedad. No fue reexaminada por un médico hasta que despertó de su sueño.
Durante todo el tiempo que estuvo dormida, Olsson recibió dos vasos de leche cada día. Su madre murió en 1904, y después de esto, una criada continuó cuidando de Olsson y de la casa. A la muerte de su hermano en 1907, Karolina comenzó a llorar histéricamente, aunque permaneció en un supuesto coma. Según se informa, no tocó ningún alimento que recibió durante sus años en la cama, y la criada de la familia nunca la oyó hablar.
Olsson despertó el 3 de abril de 1908, 32 años y 42 días después de que se hubiera dormido por primera vez. La criada la encontró llorando y saltando en el suelo. Sin embargo, cuando llegaron sus hermanos supervivientes, no los reconoció. Estaba muy delgada y pálida, y mostró sensibilidad a la luz durante los primeros días después de despertarse. Estaba débil y tenía dificultades para hablar. Todavía podía leer y escribir, y recordaba todo lo que había aprendido antes de dormirse. Periodistas de toda Europa y Estados Unidos viajaron a Oknö para entrevistarla, y ella y la familia se escondieron para evitar tanta atención. Se sometió a un examen psiquiátrico en Estocolmo y se encontró que estaba en plena posesión de las facultades que había poseído antes de dormirse. A los 46 años de edad, se describió que no parecía tener más de 25 años.

## Estudios
Se ha especulado que Olsson pudo no haber estado realmente dormida e hibernando todo ese tiempo. Había muchas características inexplicables de su estado; por ejemplo, su pelo, uñas de las manos y de los pies que no parecían crecer.
El psiquiatra Frödeström conoció a Olsson en 1910. Publicó un artículo sobre su condición en 1912 titulado La Dormeuse d'Oknö - 21 Ans de Stupeur. Guérison Complète, pero su análisis se limitó a que su situación era un caso de hibernación poco claro. Más tarde se reveló que Olsson se despertaba ocasionalmente y, cuando lo hacía, reaccionaba con pena y rabia. Frödeström especuló que Olsson pensaba que estaba gravemente enferma y que permanecía quieta con los ojos cerrados y se negaba a comer para despertar su simpatía. Se ha conjeturado que su madre la ayudó y mantuvo en secreto el hecho de que ya no estaba hibernando.
Olsson murió en 1950 a los 88 años de una hemorragia intracraneal.